# David Braz
David Braz de Oliveira Filho (Guarulhos, 21 de maig de 1987), més conegut con David Braz,és un futbolista brasiler que juga en la posició de defensa central. Actualment juga al Fluminense Football Club.